# خولیو سیبورگر
خولیو سیبورگر (اسپانیایی: Julio Sieburger‎; ۵ مارس ۱۸۹۲ – نامشخص) قایقران قایق بادبانی اهل آرژانتین بود.